# Mortes em novembro de 2011
Mortes em 2011: ← Janeiro – Fevereiro – Março – Abril – Maio – Junho – Julho – Agosto – Setembro – Outubro – Novembro – Dezembro →
Esta é uma relação de pessoas notáveis que morreram durante o mês de novembro de 2011, listando nome, nacionalidade, ocupação e ano de nascimento.

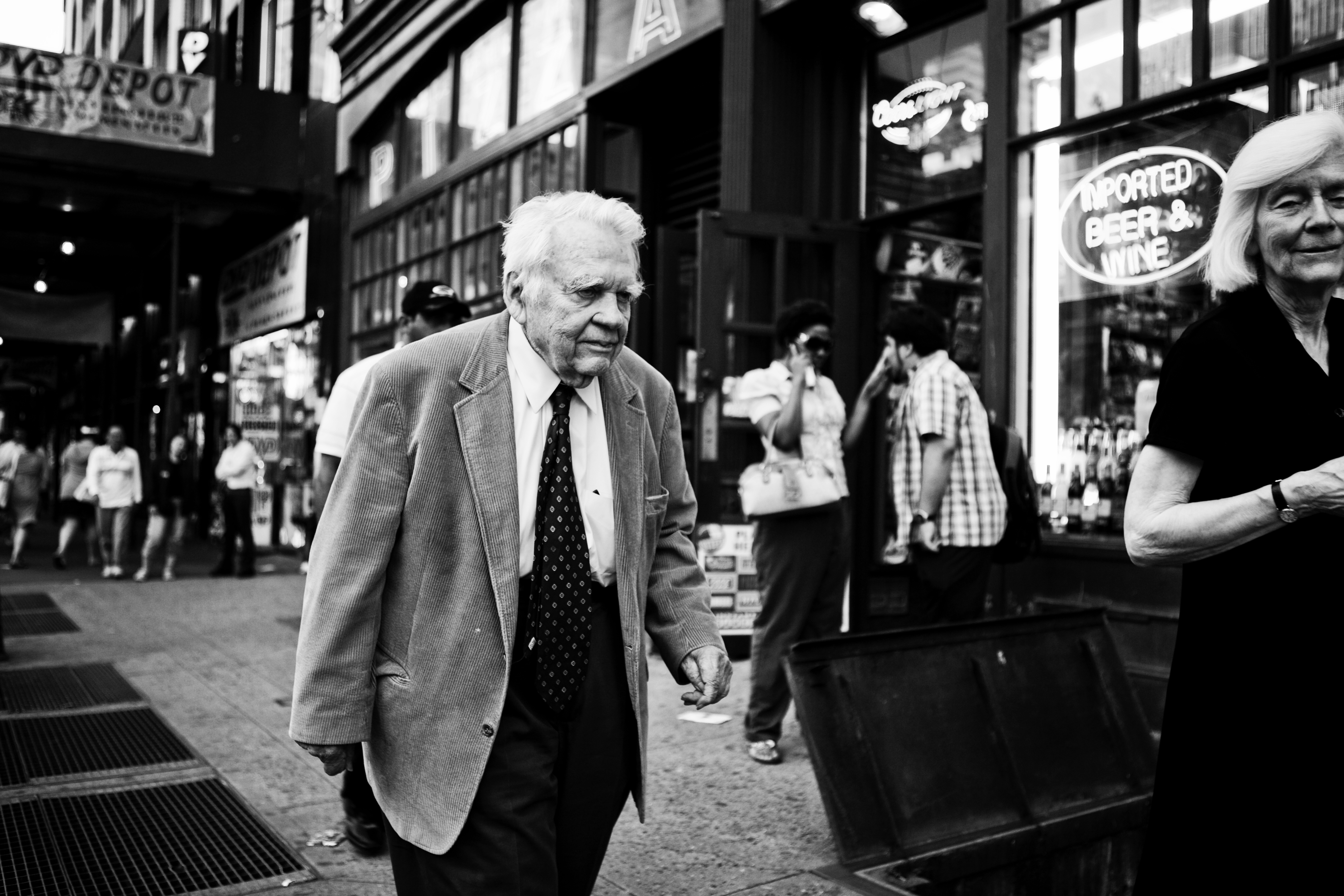
Andy Rooney, jornalista estadunidense.

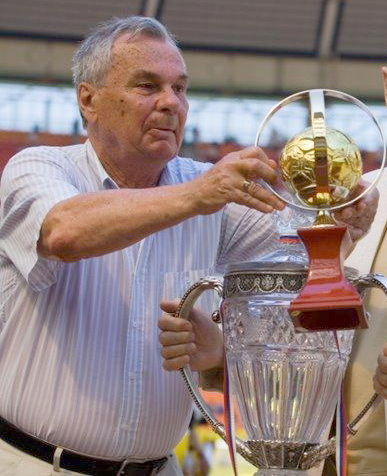
Valentin Ivanov, futebolista russo.

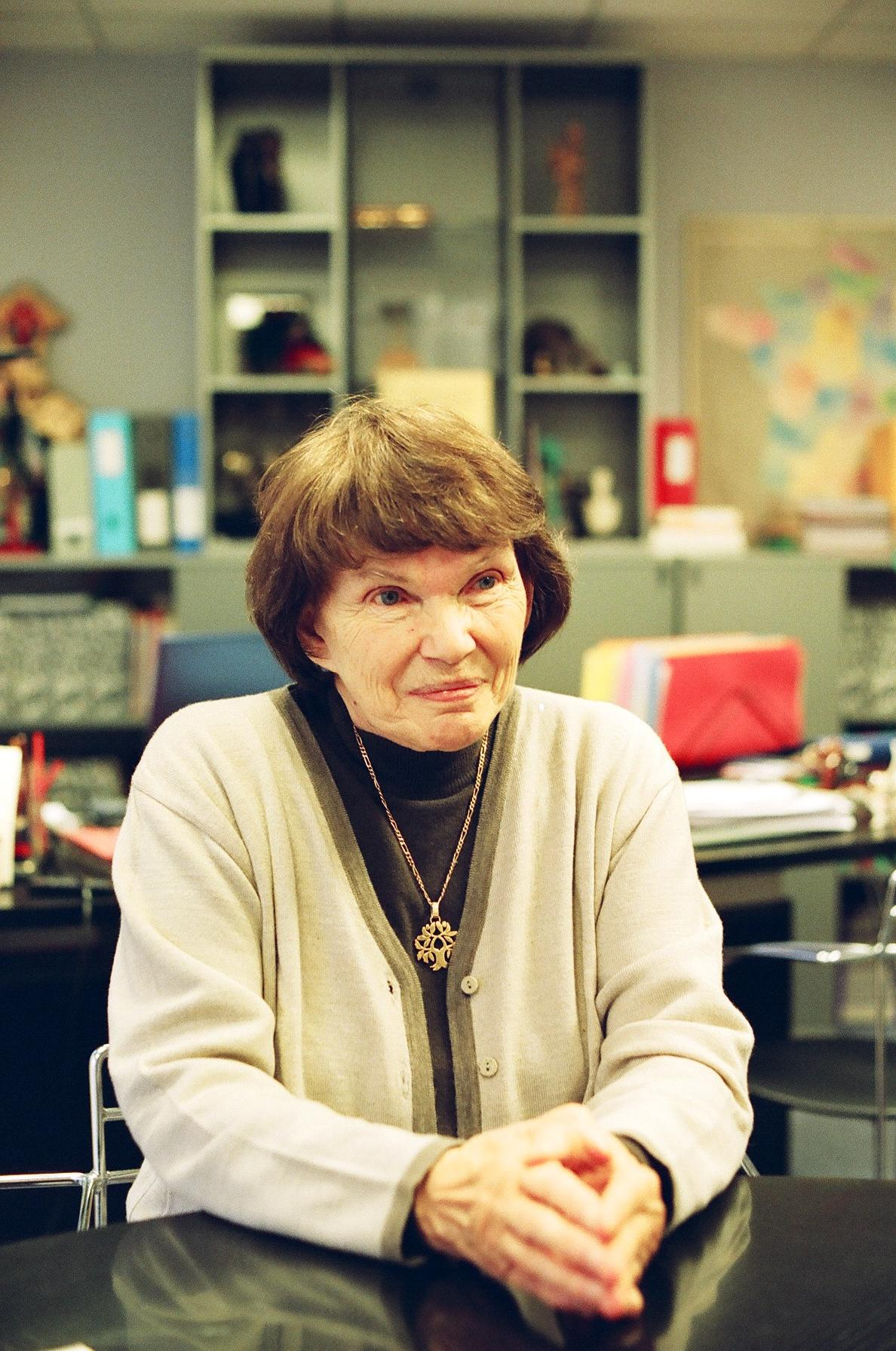
Danielle Mitterrand, ex-primeira-dama francesa.

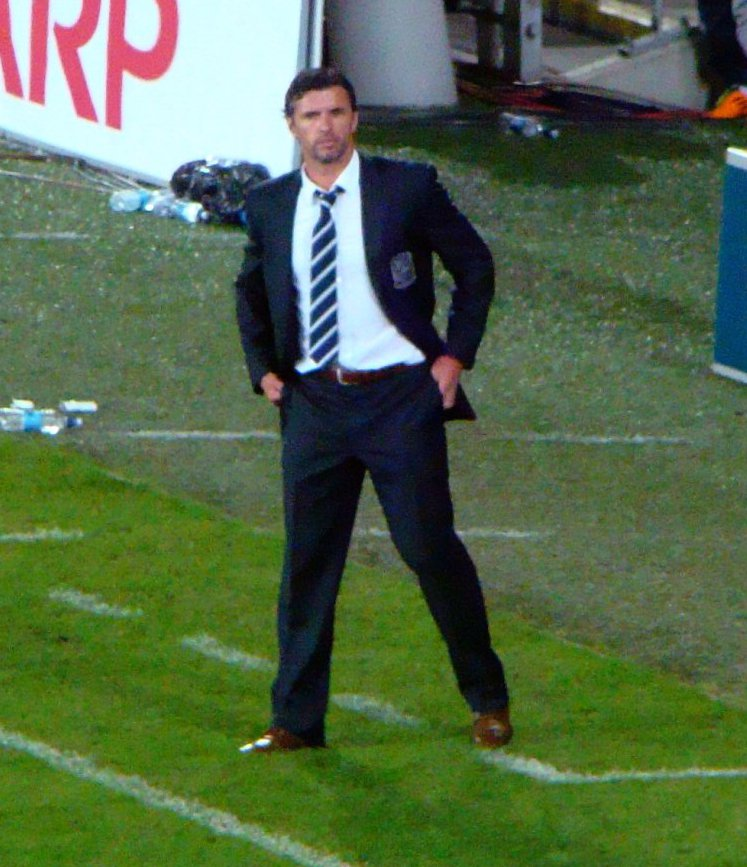
Gary Speed, futebolista e treinador galês.

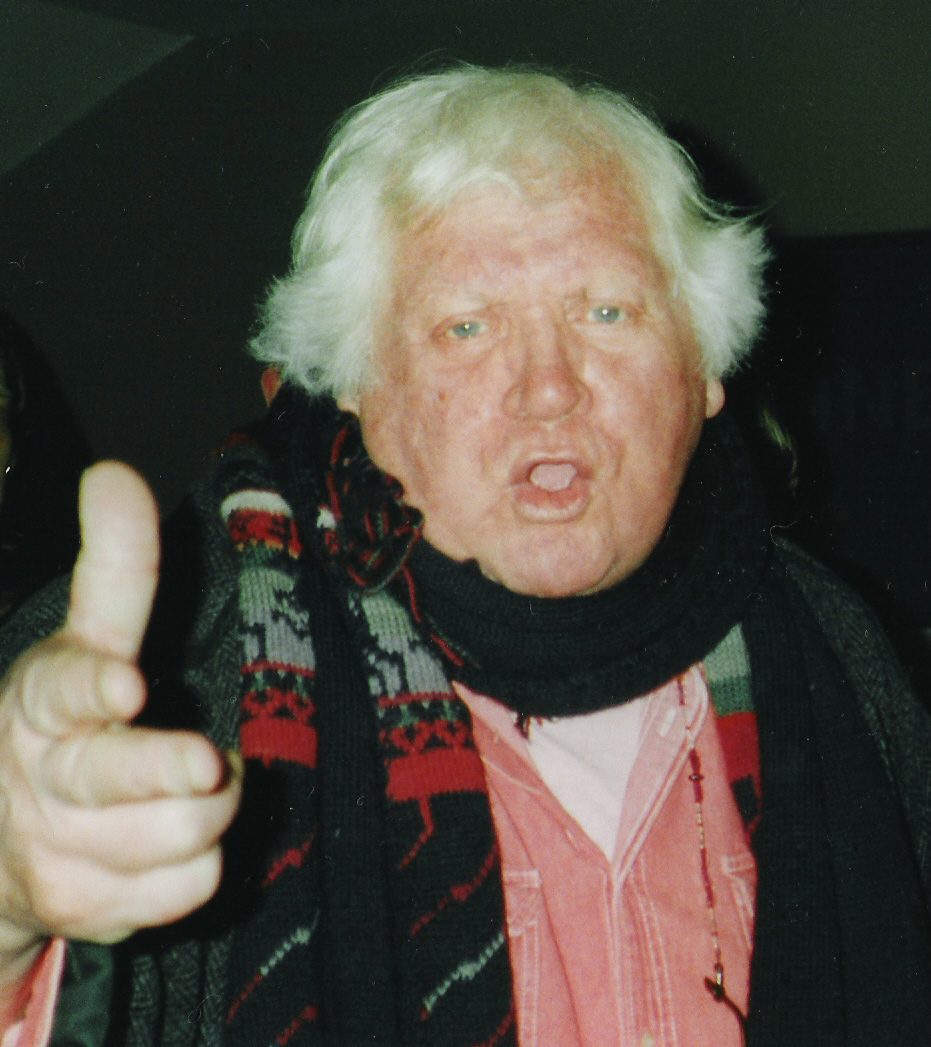
Ken Russell, cineasta britânico.

| Dia | Nome                   | Profissão ou motivo de reconhecimento | Nacionalidade  | Ano de nasc. | Ref    |
| --- | ---------------------- | ------------------------------------- | -------------- | ------------ | ------ |
| 1   | Fanny Edelman          | Politica                              | Argentina      | 1911         | [ 1 ]  |
| 3   | Günther Bahr           | Radialista                            | Áustria        | 1944         | [ 2 ]  |
| 3   | Cory Smoot             | Músico                                | Estados Unidos | 1977         | [ 3 ]  |
| 3   | H. G. Francis          | Escritor                              | Alemanha       | 1936         | [ 4 ]  |
| 3   | Wyatt Knight           | Ator                                  | Estados Unidos | 1955         | [ 5 ]  |
| 4   | Andy Rooney            | Jornalista                            | Estados Unidos | 1919         | [ 6 ]  |
| 4   | Norman Foster Ramsey   | Físico                                | Estados Unidos | 1915         | [ 7 ]  |
| 5   | Alfonso Cano           | Líder das FARC                        | Colômbia       | 1948         | [ 8 ]  |
| 7   | Joe Frazier            | Pugilista                             | Estados Unidos | 1944         | [ 9 ]  |
| 7   | Tomás Segovia          | Poeta                                 | Espanha        | 1927         | [ 10 ] |
| 7   | Jorge Kato             | Desenhista                            | Brasil         | 1936         | [ 11 ] |
| 7   | Andrea True            | Cantora e atriz pornô                 | Estados Unidos | 1943         | [ 12 ] |
| 8   | Ed Macauley            | Basquetebolista                       | Estados Unidos | 1928         | [ 13 ] |
| 8   | Heavy D                | Cantor                                | Jamaica        | 1967         | [ 14 ] |
| 8   | Valentin Ivanov        | Futebolista                           | Rússia         | 1934         | [ 15 ] |
| 9   | Dejandir Dalpasquale   | Político                              | Brasil         | 1932         | [ 16 ] |
| 9   | Ézio Leal Moraes Filho | Futebolista                           | Brasil         | 1966         | [ 17 ] |
| 9   | Har Khorana            | Bioquímico                            | Índia          | 1922         | [ 18 ] |
| 12  | Evelyn Lauder          | Ativista                              | Áustria        | 1936         | [ 19 ] |
| 12  | Ilya Zhitomirskiy      | Programador                           | Rússia         | 1989         | [ 20 ] |
| 13  | Guido Falaschi         | Automobilista                         | Argentina      | 1989         | [ 21 ] |
| 13  | Diego Rivas            | Músico                                | México         | 1972         | [ 22 ] |
| 13  | Bobsam Elejiko         | Futebolista                           | Nigéria        | 1981         | [ 23 ] |
| 14  | Franz Josef Degenhardt | Compositor                            | Alemanha       | 1931         | [ 24 ] |
| 17  | José de Aquino Pereira | Religioso                             | Brasil         | 1920         | [ 25 ] |
| 17  | Gary Garcia            | Músico                                | Estados Unidos | 1948         | [ 26 ] |
| 18  | Jones Mwewa            | Futebolista                           | Zâmbia         | 1973         | .      |
| 18  | Walt Hazzard           | Basquetebolista                       | Estados Unidos | 1942         | [ 28 ] |
| 19  | Valentin Ivanov        | Futebolista                           | Rússia         | 1934         | [ 15 ] |
| 20  | Adriano Reys           | Ator                                  | Brasil         | 1934         | [ 29 ] |
| 22  | Danielle Mitterrand    | Ex-primeira-dama                      | França         | 1924         | [ 30 ] |
| 22  | Svetlana Alliluyeva    | Filha de Stalin                       | Rússia         | 1926         | [ 31 ] |
| 22  | Sena Jurinac           | Soprano                               | Croácia        | 1921         | [ 32 ] |
| 22  | Paul Motian            | Músico                                | Estados Unidos | 1931         | [ 33 ] |
| 22  | Lynn Margulis          | Bióloga                               | Estados Unidos | 1938         | [ 34 ] |
| 23  | Montserrat Figueras    | Soprano                               | Espanha        | 1948         | [ 35 ] |
| 23  | Jim Rathmann           | Automobilista                         | Estados Unidos | 1923         | [ 36 ] |
| 24  | Thomas Rittscher       | Surfista                              | Brasil         | 1917         | [ 37 ] |
| 25  | Ron Lyle               | Pugilista                             | Estados Unidos | 1941         | [ 38 ] |
| 26  | Iván Menczel           | Futebolista                           | Hungria        | 1941         | [ 39 ] |
| 27  | Gary Speed             | Futebolista e treinador               | País de Gales  | 1969         | [ 40 ] |
| 27  | Ken Russell            | Cineasta                              | Inglaterra     | 1927         | [ 41 ] |
| 28  | Bento Soares           | Jornalista e escritor                 | Brasil         | 1947         | [ 42 ] |
| 28  | Hermínia Tojal         | Atriz                                 | Portugal       | 1939         | [ 43 ] |
| 29  | Ricardo Brentani       | Cientista                             | Brasil         | 1937         | [ 44 ] |
| 30  | Zdeněk Miler           | Cartunista                            | Chéquia        | 1921         | [ 45 ] |